# Santiago Viera
Santiago Nicolás Viera Moreira (Montevideo, 4 giugno 1998) è un calciatore uruguaiano, centrocampista dell'Amazonas.

## Carriera

### Club
Cresciuto nelle giovanili del Liverpool (M), ha esordito il 21 marzo 2016 in un match vinto 2-1 contro il Defensor Sporting.

### Nazionale
Nel 2017 con la nazionale Under-20 uruguaiana ha preso parte al campionato mondiale ed al vittorioso campionato sudamericano, disputando tre match in entrambe le competizioni.

## Statistiche

### Presenze e reti nei club
Statistiche aggiornate al 6 gennaio 2017.
| Stagione        | Squadra         | Campionato      | Campionato | Campionato | Coppe nazionali | Coppe nazionali | Coppe nazionali | Coppe continentali | Coppe continentali | Coppe continentali | Altre coppe | Altre coppe | Altre coppe | Totale | Totale | Totale |
| Stagione        | Squadra         | Comp            | Pres       | Reti       | Comp            | Pres            | Reti            | Comp               | Pres               | Reti               | Comp        | Pres        | Reti        | Pres   | Reti   |        |
| --------------- | --------------- | --------------- | ---------- | ---------- | --------------- | --------------- | --------------- | ------------------ | ------------------ | ------------------ | ----------- | ----------- | ----------- | ------ | ------ | ------ |
| 2015-2016       | Liverpool (M)   | PD              | 2          | 0          |                 | -               | -               |                    | -                  | -                  |             | -           | -           | 2      | 0      |        |
| 2016            | Liverpool (M)   | PD              | 1          | 0          |                 | -               | -               |                    | -                  | -                  |             | -           | -           | 1      | 0      |        |
| 2017            | Liverpool (M)   | PD              | 22         | 0          |                 | -               | -               | CS                 | 1                  | 0                  |             | -           | -           | 12     | 0      |        |
| Totale carriera | Totale carriera | Totale carriera | 25         | 0          |                 | -               | -               |                    | 1                  | 0                  |             | -           | -           | 26     | 0      |        |

## Palmarès

### Nazionale
- Campionato sudamericano Under-20: 1

Ecuador 2017